# Johann Lukas Boër

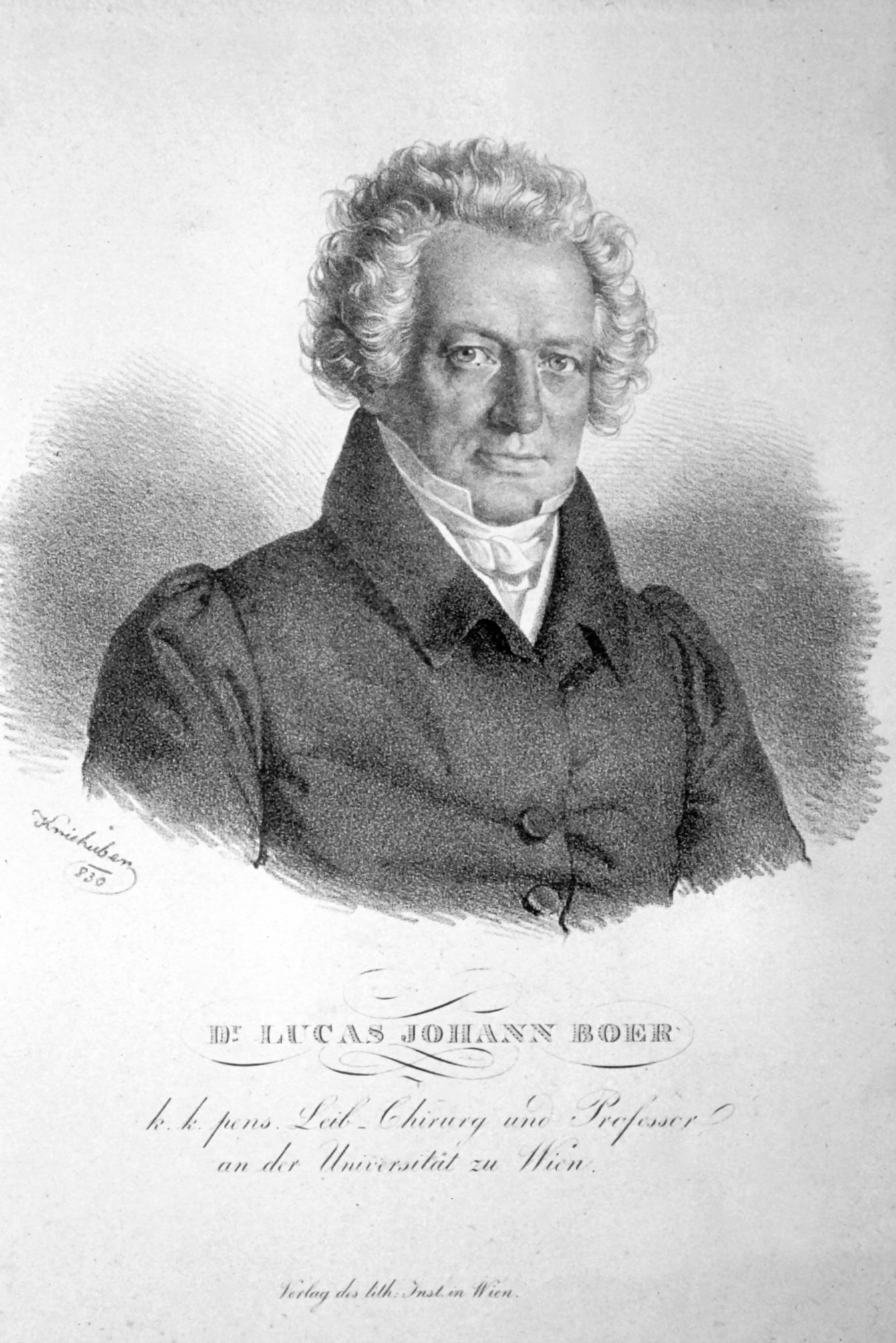
Lucas Johann Boër, Lithographie von Josef Kriehuber, 1830

Johann Lukas Boër, eigentlich Boogers (* 20. April 1751 in Uffenheim, Grafschaft Ansbach; † 19. Januar 1835 in Wien-Alsergrund) war ein deutscher Arzt und Geburtshelfer.

## Leben
Johann Lukas Boogers studierte in Würzburg bei Carl Caspar von Siebold, ehe er 1771 nach Wien kam und hier 1778 zum Magister wurde. Der Leibwundarzt Anton Josef Rechberger brachte Boogers zur Geburtshilfe, so dass dieser an Rechbergers Gebärabteilung im St. Marxer Spital tätig wurde. 1784 wurde Boogers Chirurg des Waisenhauses. Kaiser Joseph II. wurde auf den Arzt aufmerksam und bewog ihn 1785 zur Namensänderung von Boogers auf Boër. Er veranlasste Boër zu einer Studienreise, die diesen von 1785 bis 1788 nach Holland, England, Frankreich und Italien führte. Nach seiner Rückkehr wurde er kaiserlicher Leibchirurg und 1789 Leiter der Abteilung für arme Wöchnerinnen im Allgemeinen Krankenhaus. Zusätzlich übte er auch praktischen Unterricht in Geburtshilfe aus.
Er wurde 1808 ordentlicher Professor und erhielt 1817 als Nachfolger von Rafael Steidele (1737–1823) die Lehrkanzel für theoretische Geburtshilfe an der Universität Wien. Nach mancherlei Anfeindungen trat Boer 1822 von seinen Lehrämtern zurück.
1790 starb die Gattin des späteren Kaisers Franz II. nach ihrer Entbindung, wofür man den sie behandelnden Boër verantwortlich machte. Man konnte ihm allerdings kein Fehlverhalten nachweisen und Kaiser Joseph II. vertraute ihm weiterhin.
Johann Lukas Boër war seit 1793 mit Eleonora Jacquet, der Tochter des Hofschauspielers Carl Jacquet und Schwester der Hofschauspielerin Antonie Adamberger, verheiratet. Nach seinem Tode wurde Boër auf dem Schmelzer Friedhof in Wien bestattet.

## Bedeutung
Angeregt von seinem Lehrer Anton Josef Rechberger vertrat Boër die Grundsätze einer möglichst naturnahen Geburtshilfe, die weitgehend auf Hilfsmittel wie Zange usw. verzichtete. Er etablierte die Geburtshilfe an der Universität Wien. In seiner Amtszeit als Lehrer wurde Wien zu einem Zentrum der modernen Geburtshilfe. Sein Schüler Rudolf Lamprecht (1781–1860) verzichtete ebenfalls so weit möglich auf chirurgische Eingriffe und etablierte die Ars obstetricia per expectationem an der Universität Padua.

## Schriften
- Abhandlungen und Versuche geburtshilflichen Inhalts, 3 Bände, 1791–93
- Sieben Bücher über natürliche Geburtshilfe, lateinisch 1830, deutsch 1834

## Ehrungen
1794 wurde Boër Doktor der Medizin und Chirurgie honoris causa der Universität Wien. 1894 benannte man die Boergasse in Wien-Meidling nach dem berühmten Geburtshelfer.